# Чеченская равнина
Чече́нская равнина (Грозненская равнина, чечен. Нохчийн аре) расположена в северо-восточном Предкавказье, у подножия Большого Кавказа. Длина 120 км, ширина 40 км, высота над уровнем моря 70—400 м. Сложена галечником и суглинками. В основном находится на территории Чеченской Республики, меньшей частью — в Ингушетии. Это район, где сосредоточена большая часть населения Чеченской Республики. Чеченская равнина граничит на севере с Терским, Сунженским, Грозненскими хребтами, на западе с Назрановской возвышенностью, на востоке с Гудермесским хребтом, на юге с Чёрными горами.

## Описание
Чеченская равнина, Грозненская равнина, наклонная подгорная равнина на правобережье р. Сунжа, у подножия Большого Кавказа в Чечено-Ингушской АССР. Длина 120 км, ширина до 40 км. Высота 70—400 метров.

Чеченская наклонная аллювиальная равнина — восточное продолжение Северо-Осетинской — вытянута в широтном направлении и расчленена не глубокими, но широко разработанными долинами притоков реки Сунжи (Ассы, Фортанги, Гехи, Мартана, Аргуна). На севере ограничена Сунженским хребтом, на востоке переходит (за реку Аргун) в Грозненскую равнину. Чеченская и ее продолжение Грозненская аллювиальные равнины — лучшие в пределах ЧИАССР районы для сельскохозяйственного использования.

## Почвы и растительность
Почвы — лугово-чернозёмные, большей частью территория равнины распахана. Равнина имеет густую, сильно разветвлённую речную сеть и считается наиболее благоприятным для ведения сельского хозяйства районом Чечни. Сложена четвертичными водно-ледниковыми и современными отложениями рек — Терека, Сунжи и их притоков. Высота над уровнем моря постепенно понижается в северо-восточном направлении от 350 до 100 м. Долины рек при выходе с гор на равнину обычно имеют крутые берега высотой до 20-25 м. К северу высота берегов рек уменьшается до 2-3 м.
Грунтовые воды на Чеченской равнине залегают на глубине около 2-х метров, что позволяет использовать многочисленные колодцы.
В относительно недавнее время почти всю равнину покрывали леса. После советской аграрной политики они сведены к минимуму и девственные леса растут в основном в долинах многочисленных рек и лесах которые как правило имеют небольшие размеры.
Чеченская равнина вытянута в широтном направлении расчленена неглубокими, но хорошо разработанными долинами притоков рек Сунжи (Ассы, Фортанги, Шалажи, Гехи, Мартана, Аругуна). На севере ограничена Сунженским хребтом.

## Населённые пункты
На Чеченской равнине расположены крупные города Чечни и Ингушетии — Грозный, Сунжа, Назрань, Гудермес, Урус-Мартан, Шали, Карабулак, Аргун и другие. Равнина является самым густонаселённым местом на территории Чечни и Ингушетии.

## Галерея

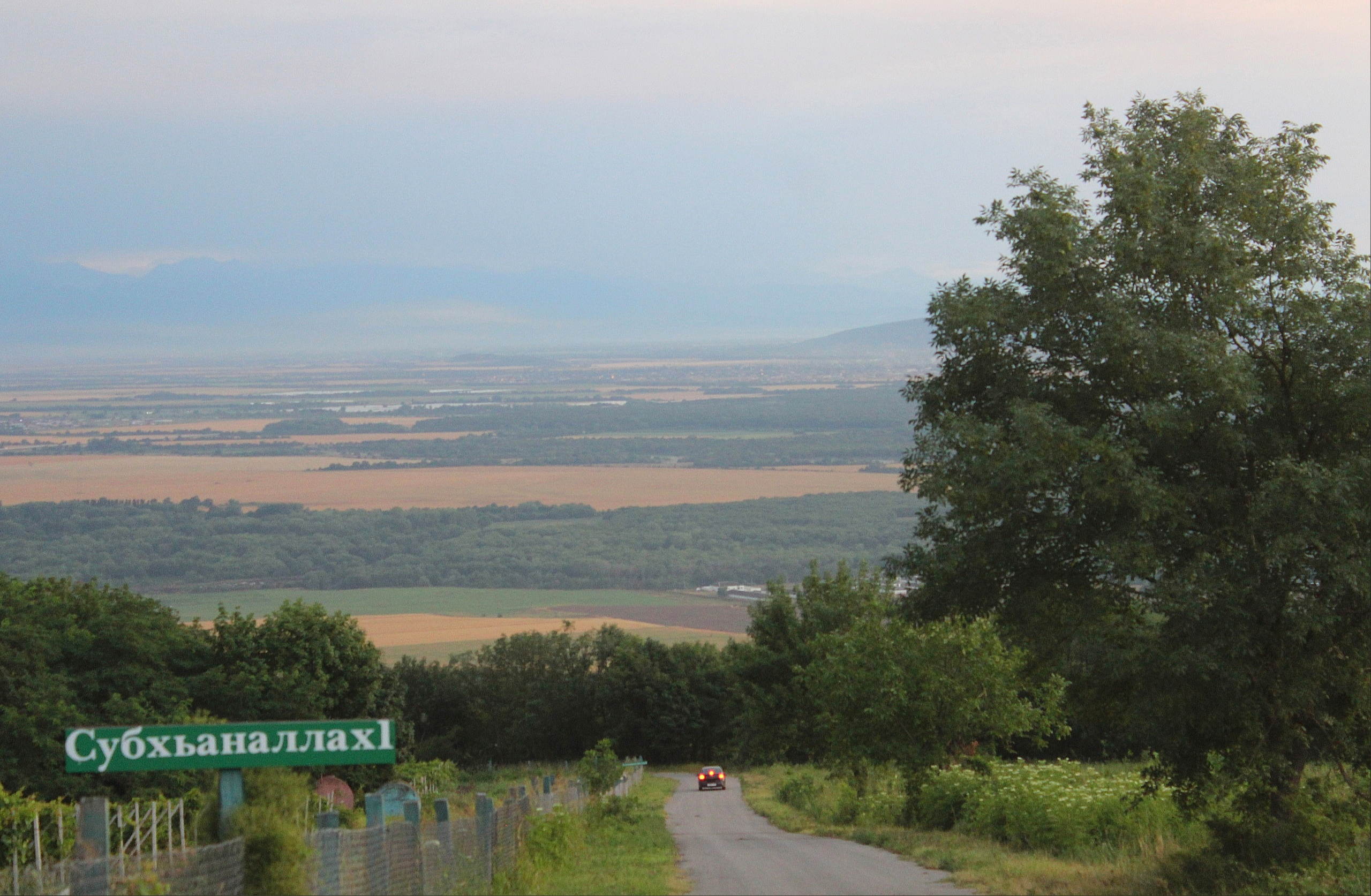
Вид равнины с Качкалыковского хребта.
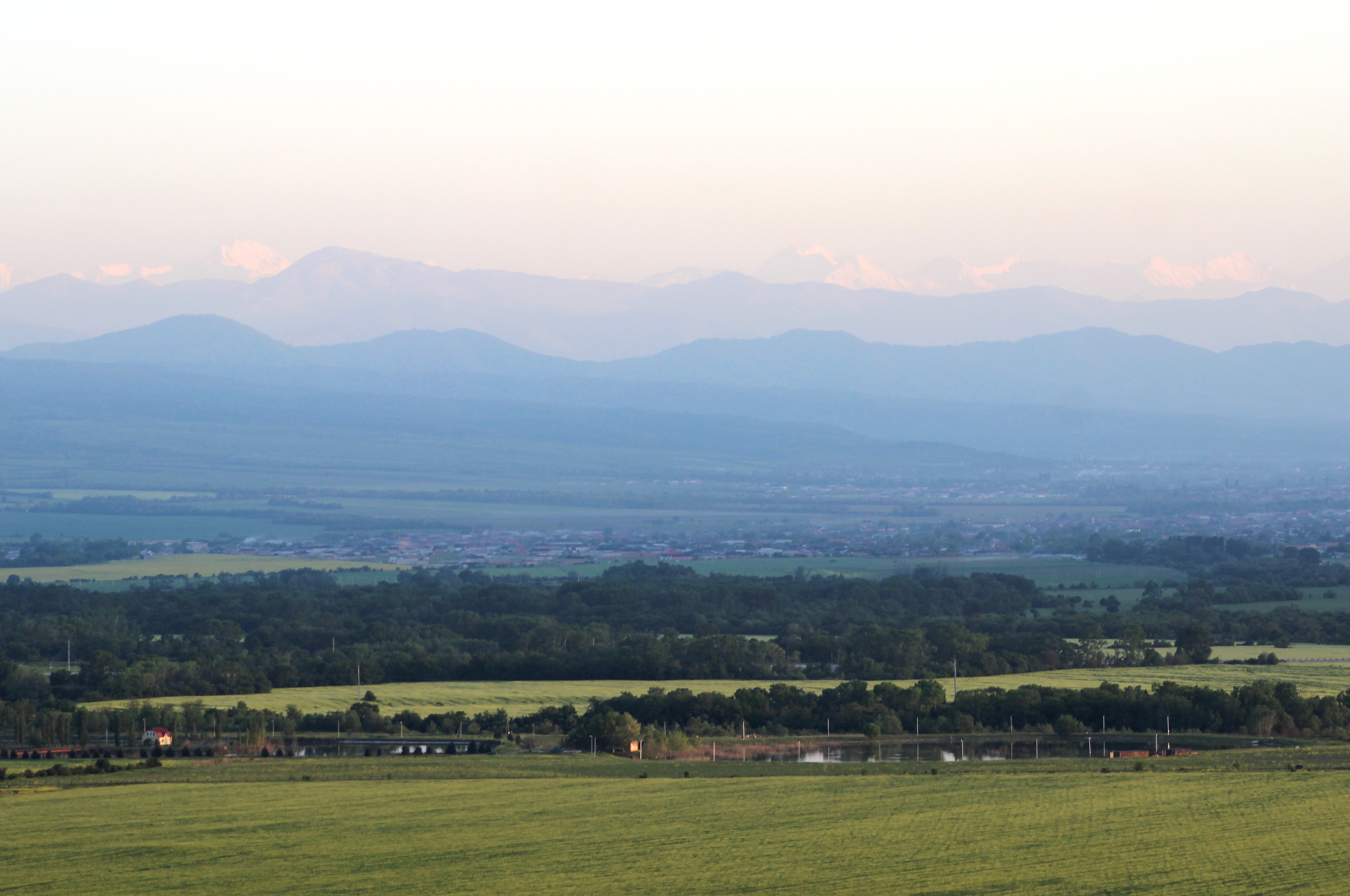
Чеченская равнина в Курчалоевском районе.
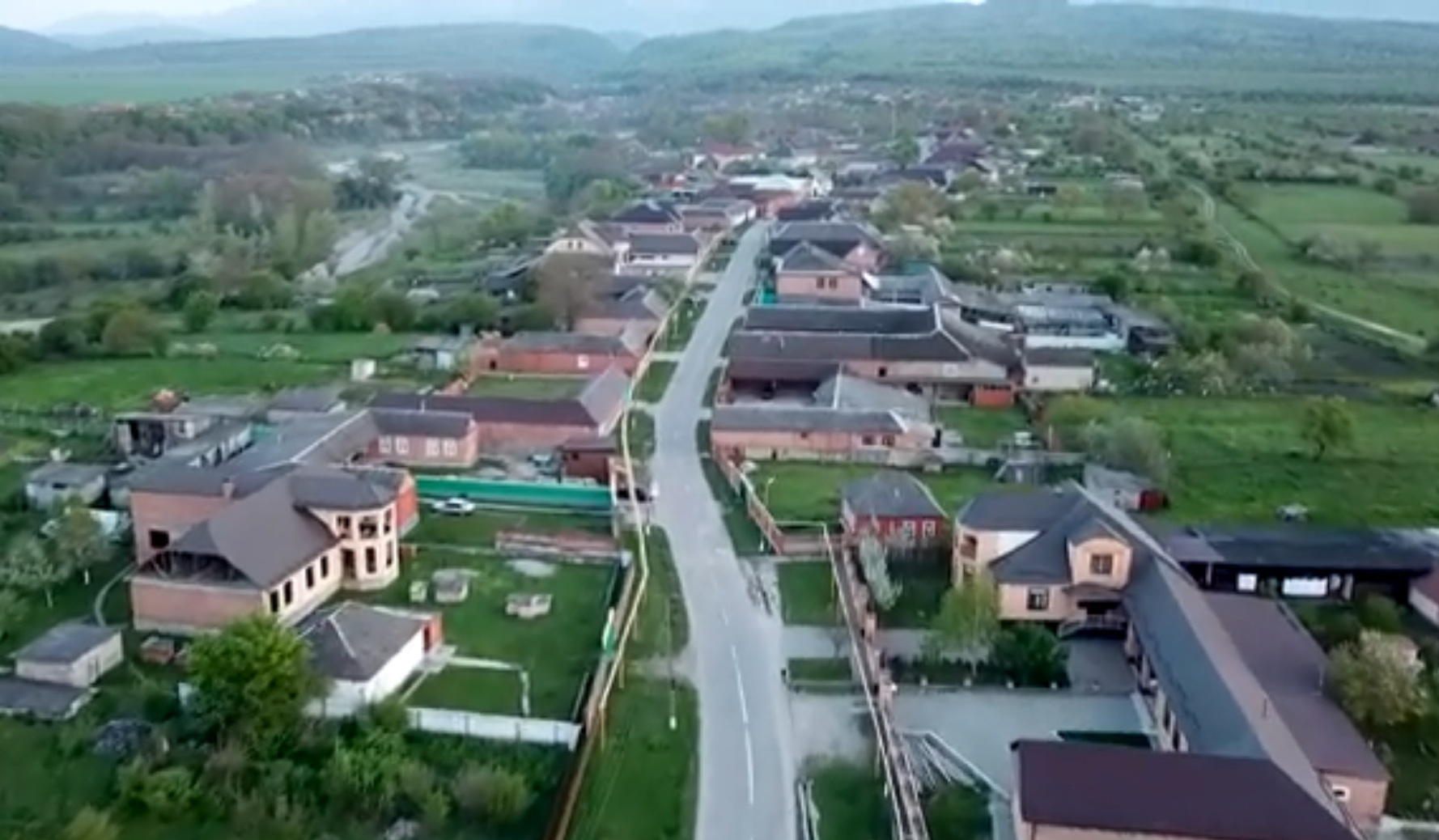
Сельский пейзаж на Чеченской равнине.
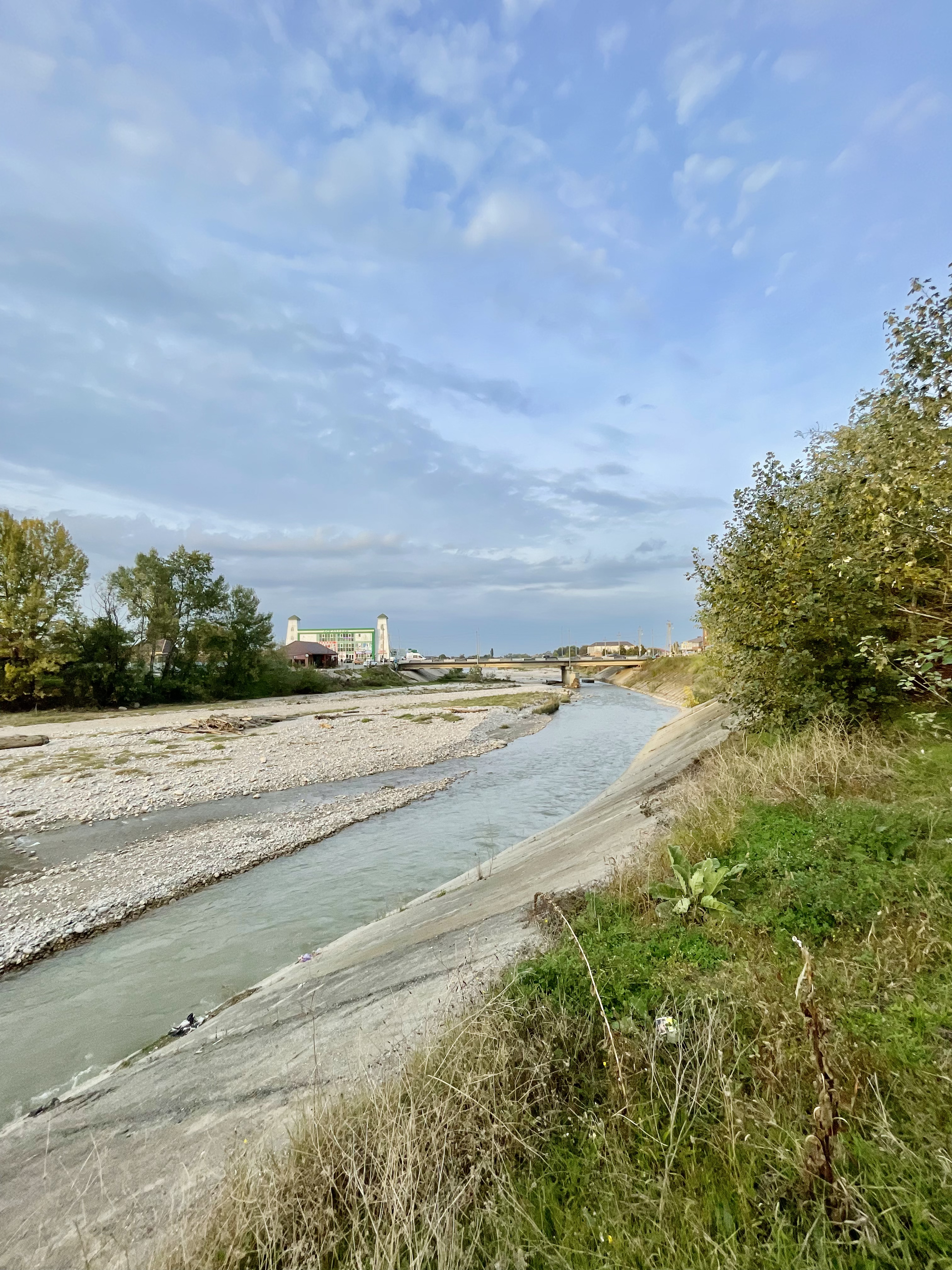
Речная сеть на Чеченской равнине очень густая. На фото р. Фортанга в Ачхой-Мартане.